# Danh sách trang bị của Lục quân Angola
Đây là danh sách các trang bị trong biên chế của Quân đội Angola.
Nhiều vũ khí của Angola có nguồn gốc từ thực dân Bồ Đào Nha và  Khối Hiệp ước Warsaw.

## Vũ khí bộ binh

### Súng chống tăng
| Tên           | Loại                         | Đường kính | Nguồn gốc | Hình ảnh | Chú thích                                                                            |
| ------------- | ---------------------------- | ---------- | --------- | -------- | ------------------------------------------------------------------------------------ |
| RPG-7         | Súng phóng lựu vác vai       | 40mm       | Liên Xô   |          | Khai hỏa được nhiều lần                                                              |
| B-10          | Súng không giật              | 82mm       | Liên Xô   |          | Khai hỏa phát một                                                                    |
| B-11          | Súng không giật              | 107mm      | Liên Xô   |          | Khai hỏa phát một                                                                    |
| 9K11 Malyutka | Tên lửa chống tăng           | 125mm      | Liên Xô   |          | Khai hỏa bằng hệ thống điều khiển 9P111 và có thể lắp đặt trên BMP-1 và BRDM-2.      |
| 9K111 Fagot   | Tên lửa chống tăng dẫn đường | 120mm      | Liên Xô   |          | Hệ thống tên lửa chống tăng dẫn đường bằng dây. 650 hệ thống được đặt hàng năm 1987. |

### Súng phóng lựu
| Tên    | Loại                   | Nguồn gốc | Ảnh |
| ------ | ---------------------- | --------- | --- |
| AGS-17 | Súng phóng lựu tự động | Liên Xô   |     |

### Súng trường
| Tên       | Loại                    | Nguồn gốc | Ảnh |
| --------- | ----------------------- | --------- | --- |
| AK-47     | Súng trường tấn công    | Liên Xô   |     |
| AKM       | Súng trường tấn công    | Liên Xô   |     |
| FN FAL    | Battle rifle            | Bỉ        |     |
| G3        | Battle rifle            | Đức       |     |
| SKS       | Súng trường bán tự động | Liên Xô   |     |
| IWI Tavor | Bullpup                 | Israel    |     |

### Súng lục
| Tên     | Loại                 | Nguồn gốc | Ảnh |
| ------- | -------------------- | --------- | --- |
| Makarov | Súng lục bán tự động | Liên Xô   |     |
| APS     | Súng ngắn liên thanh | Liên Xô   |     |
| TT-30   | Súng lục bán tự động | Liên Xô   |     |

### Súng tiểu liên
| Tên             | Loại                     | Nguồn gốc   | Ảnh |
| --------------- | ------------------------ | ----------- | --- |
| Škorpion vz. 61 | Súng tiểu liên/ Súng máy | Séc         |     |
| Star Z-45       | Súng tiểu liên           | Tây Ban Nha |     |
| Uzi             | Súng tiểu liên/ Súng máy | Israel      |     |
| FBP             | Súng tiểu liên           | Bồ Đào Nha  |     |

### Súng máy
| Name   | Type               | Origin  | Photo |
| ------ | ------------------ | ------- | ----- |
| DP-27  | Súng máy hạng nhẹ  | Liên Xô |       |
| RPD    | Súng máy hạng nhẹ  | Liên Xô |       |
| vz. 52 | Súng máy hạng nhẹ  | Séc     |       |
| DShK   | Súng máy hạng nặng | Liên Xô |       |

### Súng cối
| Tên       | Loại | Số lượng | Nguồn gốc | Hình ảnh |
| --------- | ---- | -------- | --------- | -------- |
| 120-PM-43 | Cối  | 500      | Liên Xô   |          |
| 82-PM-41  | Cối  | 250      | Liên Xô   |          |

## Phương tiện quân sự

### Xe tăng
| Name     | Type                      | Quantity | Origin  | Photo | Notes                                                                     |
| -------- | ------------------------- | -------- | ------- | ----- | ------------------------------------------------------------------------- |
| T-55AM-2 | Xe tăng chiến đấu chủ lực | 267      | Liên Xô |       | 267 chiếc T-55AM-2 được chuyển giao từ Bulgaria và Slovakia vào năm 1999. |
| T-62     | Xe tăng chiến đấu chủ lực | 50       | Liên Xô |       | 364 chiếc đã được đặt hàng trong những năm 1980 và 1990.                  |
| T-72M1   | Xe tăng chiến đấu chủ lực | 50       | Liên Xô |       | Được chuyển giao từ Belarus vào năm 1999.                                 |
| PT-76    | Xe tăng lội nước hạng nhẹ | 12       | Liên Xô |       | 68 chiếc đặt hàng năm 1975 từ Liên Xô.                                    |

### Xe chiến đấu bộ binh
| Tên   | Loại                                   | Số lượng | Nguồn gốc | Hình ảnh | Chú thích                                      |
| ----- | -------------------------------------- | -------- | --------- | -------- | ---------------------------------------------- |
| BMP-1 | Xe chiến đấu bộ binh                   | 150      | Liên Xô   |          |                                                |
| BMP-2 | Xe chiến đấu bộ binh                   | 62       | Liên Xô   |          |                                                |
| BMD-3 | Xe chiến đấu bộ binh đổ bộ đường không | 35+      | Liên Xô   |          | Số lượng nhỏ các đơn vị trong Quân đội Angola. |

### Xe trinh sát bọc thép
| Tên           | Loại                           | Số lượng | Nguồn gốc  | Hình ảnh | Chú thích                    |
| ------------- | ------------------------------ | -------- | ---------- | -------- | ---------------------------- |
| BRDM-1        | Xe trinh sát bọc thép lội nước | 70       | Liên Xô    |          | 120 chiếc tính đến năm 2008. |
| BRDM-2        | Xe trinh sát bọc thép lội nước | 70       | Liên Xô    |          | 195 chiếc tính đến năm 2008. |
| WMA301/PTL-02 | Xe chiến đấu bọc thép          | 10       | Trung Quốc |          | Không rõ                     |

### Xe bọc thép chở quân
| Tên         | Loại                 | Số lượng | Nguồn gốc         | Hình ảnh |
| ----------- | -------------------- | -------- | ----------------- | -------- |
| BTR-60      | Xe bọc thép chở quân | 62       | Liên Xô           |          |
| OT-62 TOPAS | Xe bọc thép chở quân | 50       | Tiệp Khắc, Ba Lan |          |
| EE-11 Urutu | Xe bọc thép chở quân | 24       | Brazil            |          |

### Phương tiện chống mìn
| Tên           | Loại | Số lượng | Nguồn gốc | Hình ảnh | Chú thích |
| ------------- | ---- | -------- | --------- | -------- | --- |
| Casspir 2000B | MRAP | 45       | Nam Phi   |          | 45 chiếc được đặt hàng vào tháng 11 năm 2013. Bao gồm 30 APC, 4 xe hỗ trợ hỏa lực, hai xe chỉ huy và những chiếc khác. |

### Xe vận tải
| Tên       | Nguồn gốc | Hình ảnh |
| --------- | --------- | -------- |
| Ural-4320 | Liên Xô   |          |
| Star 266  | Ba Lan    |          |
| KrAZ-6322 | Ukraine   |          |

## Pháo
| Tên          | Loại            | Cỡ nòng | Số lượng | Nguồn gốc | Hình ảnh | Chú thích                                                                          |
| ------------ | --------------- | ------- | -------- | --------- | -------- | ---------------------------------------------------------------------------------- |
| 2S1 Gvozdika | Pháo tự hành    | 122mm   | 12       | Liên Xô   |          | Được mua lại vào năm 2000 từ Cộng hòa Séc.                                         |
| 2S3 Akatsiya | Pháo tự hành    | 152mm   | 4        | Liên Xô   |          | Được mua lại vào năm 1999 từ Bulgaria.                                             |
| 2S7 Pion     | Pháo tự hành    | 203mm   | 12       | Liên Xô   |          | Được mua lại vào năm 2000 từ Cộng hòa Séc.                                         |
| ZiS-3        | Pháo chống tăng | 76mm    | Không rõ | Liên Xô   |          |                                                                                    |
| D-30         | Lựu pháo        | 122mm   | ~280     | Liên Xô   |          | 28 từ Kazakhstan vào năm 1998, 12 từ Belarus, 240 từ Liên Xô trong những năm 1980. |
| D-20         | Lựu pháo        | 152mm   | 4        | Liên Xô   |          | [ 2 ]                                                                              |
| D-44         | Pháo dã chiến   | 85mm    | Không rõ | Liên Xô   |          |                                                                                    |
| M-46         | Pháo dã chiến   | 130mm   | 48       | Liên Xô   |          | [ 9 ]                                                                              |
| BM-21 Grad   | Pháo phản lực   | 122mm   | 75       | Liên Xô   |          |                                                                                    |
| RM-70        | Pháo dã chiến   | 122mm   | 40       | Tiệp Khắc |          |                                                                                    |

## Vũ khí phòng không
| Tên                | Loại                               | Số lượng | Nguồn gốc      | Hình ảnh |
| ------------------ | ---------------------------------- | -------- | -------------- | -------- |
| ZSU-23-4 Shilka    | Pháo phòng không tự hành           | 20       | Liên Xô        |          |
| ZSU-57-2           | Pháo phòng không tự hành           | 40       | Liên Xô        |          |
| ZU-23-2            | Pháo phòng không tự hành nòng kép  | Không rõ | Liên Xô        |          |
| AZP S-60           | Autocannon                         | Không rõ | Liên Xô        |          |
| 61-K               | Pháo phòng không                   | Không rõ | Liên Xô        |          |
| ZPU-4              | Súng máy phòng không               | Không rõ | Liên Xô        |          |
| Zastava M55        | Pháo phòng không tự động           | Không rõ | Nam Tư, Serbia |          |
| S-75 Dvina         | Tên lửa phòng không                | 40       | Liên Xô        |          |
| S-125 Neva/Pechora | Tên lửa phòng không tầm ngắn       | 12       | Liên Xô        |          |
| 2K12 Kub           | Tên lửa phòng không tầm trung      | 25       | Liên Xô        |          |
| 9K31 Strela-1      | Tổ hợp tên lửa phòng không di động | 20       | Liên Xô        |          |
| 9K32 Strela-2      | Tên lửa đât đối không vác vai      | Không rõ | Liên Xô        |          |
| 9K33 Osa           | Tổ hợp tên lửa lội nước            | 15       | Liên Xô        |          |
| 9K34 Strela-3      | Tên lửa đất đối không vác vai      | Không rõ | Liên Xô        |          |
| 9K35 Strela-10     | Tên lửa phòng không di động        | 10       | Liên Xô        |          |
| 9K38 Igla          | Tên lửa đất đối không vác vai      | Không rõ | Liên Xô        |          |